# 스콧 크린스키
스콧 크린스키(Scott Krinsky, 1978년 6월 2일 ~ )는 미국의 배우이다.

## 출연 작품
- 탠저린 (2015)
- 탠덤 (2013)
- 트랜스포머 3 (2011)
- 척 (2007)
- 드라이 스펠 (2005)
- The O.C. (2003)